# Prostor Minkowskega
Prostor Minkowskega (prostor-čas Minkowskega ali četverni prostor) je v fiziki in matematiki štirirazsežni psevdoevklidski prostor z metrično signaturo (1, 3), ki ga je leta 1908 uvedel Hermann Minkowski za značilnost geometrijske predstavitve prostor-časa Einstenove posebne teorije relativnosti. V prostoru Minkowskega so tri običajne razsežnosti kombinirane z eno časovno razsežnostjo in predstavljajo prostor-čas.
V teoretični fiziki se prostor Minkowskega velikokrat primerja z evklidskim prostorom. Evklidski prostor ima le prostorske razsežnosti, prostor Minkowskega pa ima še eno časovno razsežnost. Grupa simetrij evklidskega prostora je tako evklidska grupa, prostora Minkowskega pa Poincaréjeva grupa.

## Zgradba
Formalno je prostor Minkowskega štirirazsežni realni vektorski prostor z nedegenerirano, simetrično bilinearno formo z metrično signaturo (−,+,+,+). Včasih jemljejo tudi (+,−,−,−), vendar se v splošnem v matematiki in splošni teoriji relativnosti največkrat pojavlja prva oblika, druga pa v fiziki osnovnih delcev. Prostor Minkowskega je tako psevdoevklidski prostor z n = 4 in n−k = 1 (v širši definiciji je dovoljen poljubni n > 1). Elementi prostora Minkowskega se imenujejo dogodki ali vektorji četverci. Prostor Minkowskega običajno označijo z {\displaystyle \mathbb {R} ^{1,3}} (ali {\displaystyle \mathbb {R} ^{3+1}}), da poudarijo signaturo, čeprav se pojavlja tudi oznaka M4 ali preprosto M. Prostor Minkowskega je verjetno najenostavnejši primer psevdoriemannovske mnogoterosti.